# Bibi Osterwald
Pour les articles homonymes, voir Osterwalder.
Bibi Osterwald est une actrice américaine née le 3 février 1918 à New Brunswick (New Jersey) et décédée le 2 janvier 2002 à Burbank (Californie).

## Filmographie
- 1948 : Captain Billy's Mississippi Music Hall (série télévisée) : Regular (1948)
- 1949 : Front Row Center (série télévisée) : Regular
- 1954 : The Imogene Coca Show (série télévisée) : Regular (1954-55)
- 1958 : Gift of the Magi (TV) : Mme. Sofronie
- 1959 : Our Town (TV) : Mrs. Gibbs
- 1961 : La Soif de la jeunesse (Parrish) : Rosie
- 1964 : Deux copines, un séducteur (The World of Henry Orient) : Erica 'Boothy' Booth
- 1966 : L'Homme à la tête fêlée (A Fine Madness) : Mrs. Fitzgerald
- 1967 : The Tiger Makes Out : Mrs. Ratner
- 1969 : Where the Heart Is (série télévisée) : Stella O'Brien (1969-1972) (original cast)
- 1972 : Bridget Loves Bernie (série télévisée) : Sophie Steinberg (1972-73)
- 1974 : Bank Shot de Gower Champion : Mums Gornik
- 1977 : Little Ladies of the Night (TV) : Matron
- 1977 : La Dernière Route (The Last of the Cowboys) de John Leone : Annie McCarigle
- 1980 : La Plantation ("Beulah Land") (feuilleton TV) : Nell Kendrick
- 1981 : A Tale of Two Wishes (TV) : Grandmother (voix)
- 1963 : Hôpital central (General Hospital) (série télévisée) : Nanny McTavish #1 (1982)
- 1983 : Happy Endings (TV) : Mrs. Dooley
- 1987 : Stillwatch (TV) : Margaret Langley
- 1988 : Moving : Crystal Butterworth
- 1988 : Le Golf en folie 2 (Caddyshack II) : Mrs. Pierpont
- 1988 : Monte là-d'ssus (The Absent-Minded Professor) (TV) : Mrs. Nakamura
- 1990 : Le Magicien d'Oz (The Wizard of Oz) (série télévisée) (voix)
- 1992 : Les contes de la crypte, saison 4 épisode 1 : Mathilda (Série télévisée)
- 1993 : Star (TV) : Aunt Pamela
- 1994 : Angie : Dr. Gould's Nurse
- 1994 : Phantom 2040 (série télévisée) : Additional Voices (voix)
- 1996 : L'Ombre blanche (The Glimmer Man) : Woman in Ovington Arms
- 1997 : Commando en herbe (The Paper Brigade) (vidéo) : Widow Ida Hansen (Mrs. Hansen)
- 1997 : Pour le pire et pour le meilleur (As Good as It Gets) : Neighbor Woman